# Austre Husanesholmen
Austre Husanesholmen est une île norvégienne du comté de Hordaland appartenant administrativement à Bergen.

## Description
Rocheuse et couverte d'arbres, elle s'étend sur environ 87 m de longueur pour une largeur approximative de 68 m. Elle compte une habitation. 